# M40 gázálarc
Az M40 gázálarc az Egyesült Államok fegyveres erői és szövetségesei által használt különféle gázálarcok egyike volt, hogy megvédjék a kémiai és biológiai anyagok koncentrációitól, valamint a radioaktív csapadék részecskéktől. Nem hatékony oxigénhiányos környezetben vagy ammónia ellen.

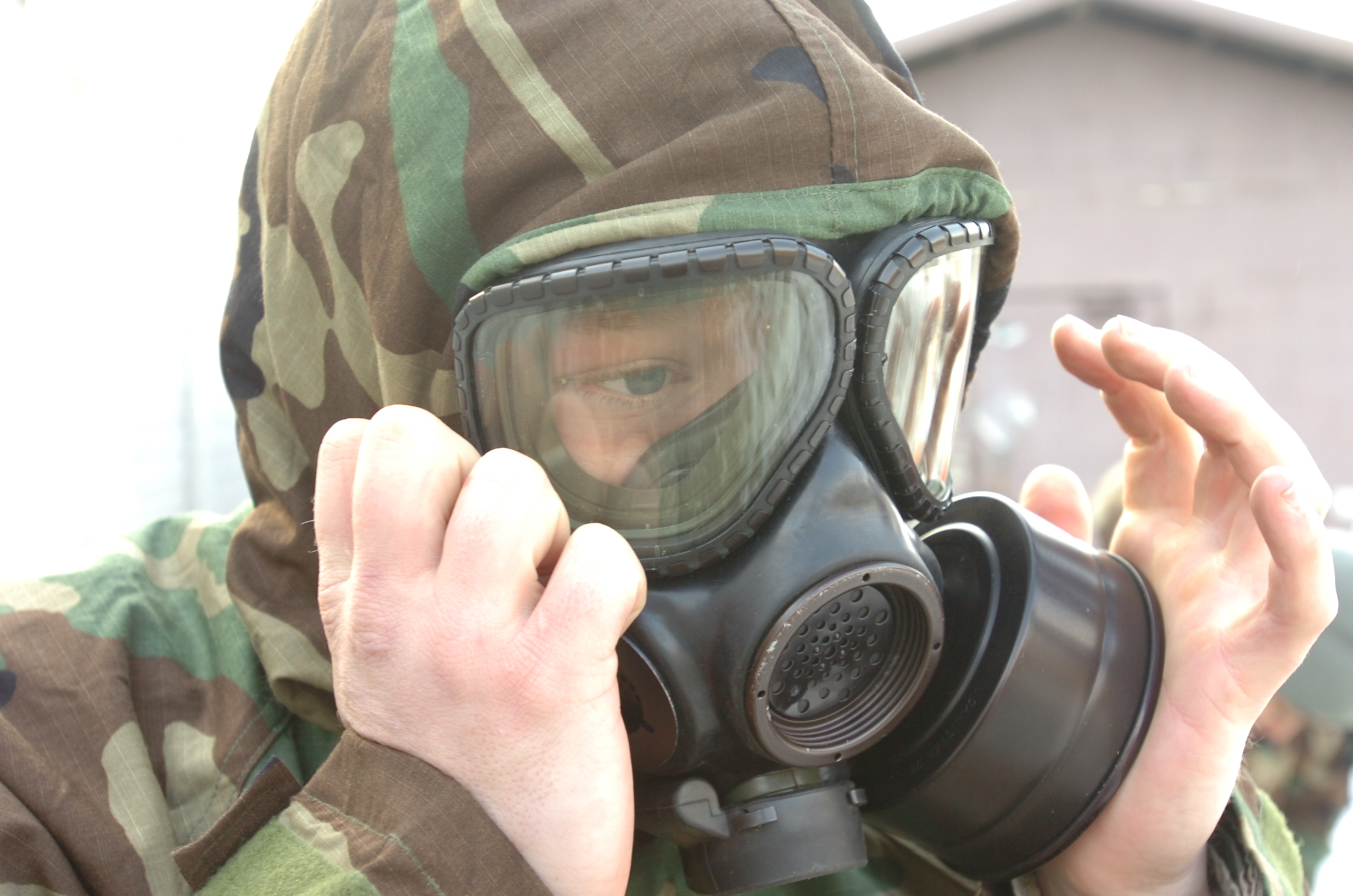
A 70. dandártámogató zászlóalj, a 2. gyaloghadosztály 210. tűzoltó dandárjának katonája az M40-est viseli egy dél-koreai NBC gyakorlat során.

## Története

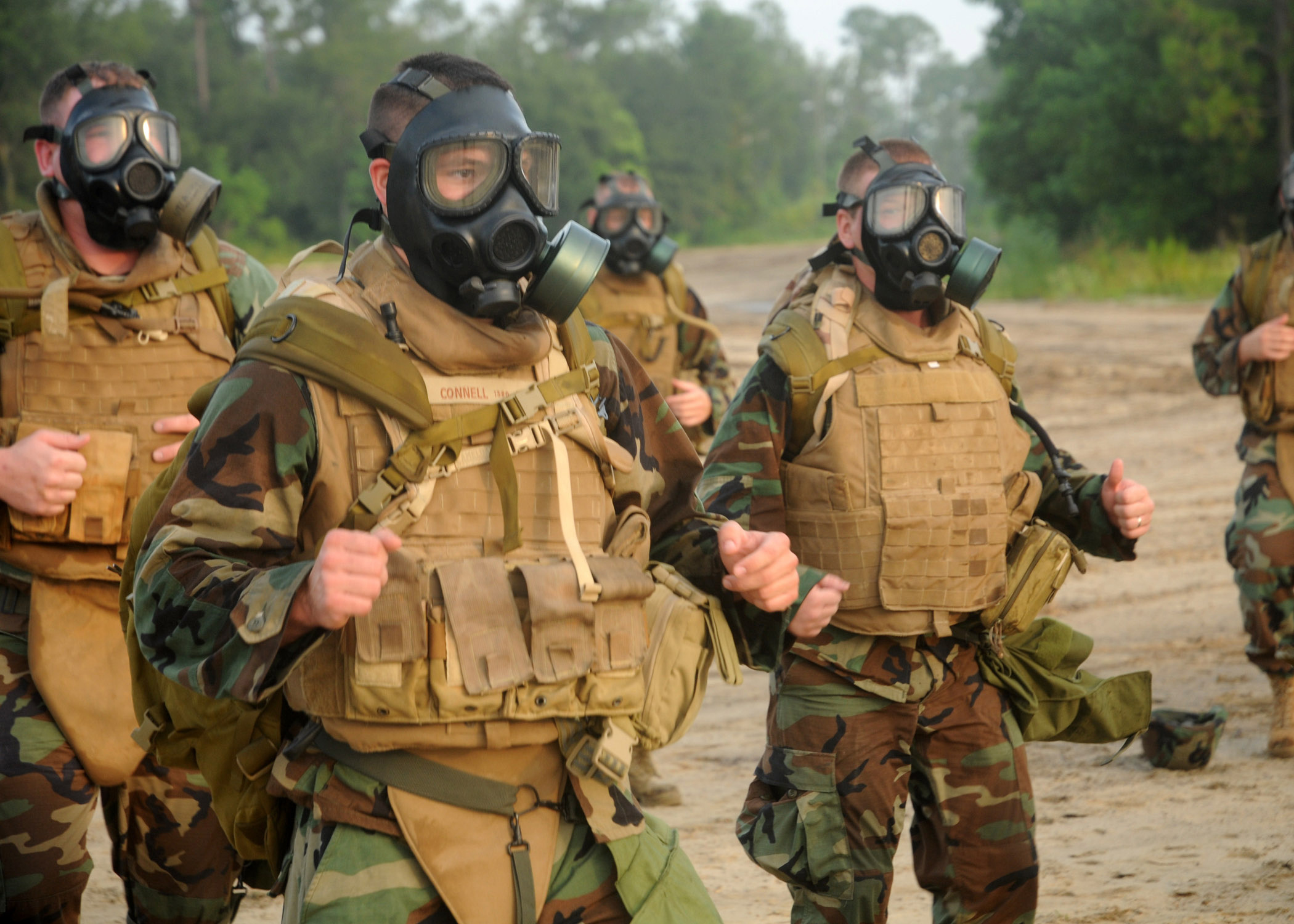
Az amerikai haditengerészet Seabees kocog gyakorlatozáson, M40-eseket viselve.

Az M40 az 1980-as években annak a programnak az eredménye, hogy kifejlesztették az M17 sorozatú védőmaszkok utódját, amelyek 1959 óta voltak hadrendben az amerikai fegyveres erőknél. Az M40-nek visszatért a hagyományos gázálarc kialakításhoz, külső oldalra szerelt szűrő, nem pedig az M17 belső szűrői, amelyeket kényelmetlen volt cserélni, különösen a szennyezett környezetben. A végső prototípust, az XM40-et jóváhagyták szervizelésre, majd M40-ként jelölték.
Az M40-et az 1990-es évek közepén fokozatosan helyezték üzembe az Egyesült Államok hadseregének és tengerészgyalogságának, egy másik új konstrukcióval, az MCU-2 / P-vel, amely a szolgálatban lévő régebbi M17-et is az amerikai légierőnél és a haditengerészetnél váltotta fel. Mindkét maszk azonban arcrészek nem megfelelő védelmi képességeitől szenvedett, mivel szilikon gumiból készült, amely hajlamos a hólyagosodásra gáztámadás esetén. Ezért gyorsan ki kellett adni egy butilkaucsuk „második bőrt” az M40 arcrész megerősítéséhez, hogy az hatékony legyen az esetleges gáztámadás során.
Az M42 sorozatú maszk ennek a maszknak a változata, olyan változtatásokkal, amelyek alkalmasak arra, hogy páncélozott járművek legénységei használhassák őket, akiknek maszkjaikat a jármű saját szűrőrendszeréhez kell csatlakoztatniuk.
Az M40 gázálarc maszkot jelenleg az Avon M50 általános célú maszkja váltotta fel.
2017. szeptember 2-án a Fülöp-szigeteki tengerészgyalogosság 1000 M40-es gázálarcot és C2-szűrőt kapott az Egyesült Államok Nagykövetségének kölcsönös logisztikai támogatási megállapodási programja során.

## Kialakítása
Az M40 gázálarc három hangosítót tartalmaz, egyet-egyet a jobb és a bal oldalon, egyet pedig elöl. A felhasználó hangjának felerősítése érdekében egy hangpostai adapter helyezhető el az első hangjelző felett. A maszkot úgy lehet beállítani a terepen, hogy mindkét oldalra lehet csatlakoztatni a szűrőt.A jobbkezes lövészek általában a szűrőt a maszk bal oldalára helyezik fel, és fordítva.
Az M40 maszk C2 szűrője képes megvédeni a felhasználót akár 15 perc ideg-, fulladás- és hólyagosítószer-, valamint két vérképző-támadástól.
Az M40 olyan ivórendszerrel rendelkezik, amely lehetővé teszi a felhasználó számára, hogy vizet igyon, miután hosszú időn át vegyileg szennyezett környezetben ihat anélkül hogy le kéne vennie a maszkot. Az ivórendszer használatához a felhasználónak rendelkeznie kell megfelelő kulaccsal.